# Tây Bắc Hoa Kỳ ven biển Thái Bình Dương

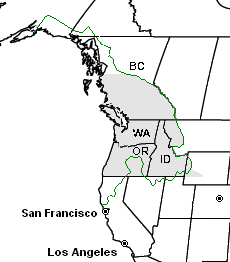
Các định nghĩa khác nhau của Tây Bắc Hoa Kỳ duyên hải Thái Bình Dương.

Tây Bắc Hoa Kỳ ven biển Thái Bình Dương (Pacific Northwest, viết tắt PNW, hoặc PacNW) là khu vực duyên hải nằm ở phía tây bắc Bắc Mỹ.
Các thành phố lớn nhất của khu vực là Vancouver, British Columbia; Seattle, Washington; và Portland, Oregon. 
Theo nghĩa rộng, Tây Bắc Hoa Kỳ ven biển Thái Bình Dương kéo dài từ đại dương đến Đường phân thủy Lục địa (Continental Divide) và bao gồm Washington, Oregon, và Idaho, một phần của British Columbia, và các phần liền kề thuộc Alaska, Montana, Lãnh thổ Yukon và California. Lưu trữ ngày 27 tháng 9 năm 2007 tại Wayback Machine
Tại Mỹ, cụm từ "Pacific Northwest" còn được dùng để chỉ hầu hết khu vực hành chính Tây Bắc Mỹ, bao gồm các tiểu bang của Mỹ nằm trong vùng Tây Bắc ven biển Thái Bình Dương, nhưng không tính các vùng của Canada.